# Jean-Pascal Beaufret
Ne doit pas être confondu avec Jean Beaufret.
Jean-Pascal Beaufret, né le 18 février 1951 à Nantes, est un ancien haut fonctionnaire passé dans le secteur privé en tant que directeur financier, administrateur de sociétés et conseil d'entreprises. Il est notamment connu pour ses responsabilités associées à la direction au sein d'Alcatel, devenue Alcatel-Lucent.

## Biographie

### Famille
Jean-Pascal Beaufret naît le 18 février 1951 à Nantes de Jean Beaufret, chirurgien-dentiste, et de Mia née Monti, son épouse.
Divorcé en 1979 de Marion Posier, il épouse le 21 décembre 1985 Frédérique Bredin, haute fonctionnaire et femme politique, avec qui il a deux enfants et dont il divorce en juin 2008.

### Formation
Après des études au lycée Jules-Verne à Nantes puis à l'école Sainte-Geneviève à Versailles (1967-1969), il poursuit des études supérieures à la faculté de droit, d'économie et de gestion de l'université Paris-Saclay à Sceaux. Il est diplômé de l'École des hautes études commerciales de Paris (HEC).

### Inspection des Finances et direction du Trésor
À sa sortie de l’École nationale d'administration (promotion André-Malraux 1975-1977), il est nommé au ministère de l'Économie et des Finances : à l'inspection générale des finances puis en 1981, chargé de mission à la direction du Trésor et secrétaire général adjoint du Comité interministériel pour l'aménagement des structures industrielles. En 1982, il est nommé chargé de mission à la direction du Trésor. En 1984, il est nommé conseiller technique au cabinet de Laurent Fabius, ministre de l'Industrie puis Premier ministre. En 1987, il est sous-directeur à l'administration centrale, puis en 1991 chef de service des assurances et en 1992, chef de service des affaires monétaires et financières.
Il participe au sauvetage par l'État du Crédit Lyonnais en 1993 et 1994. En 2000, il est mis en examen avec Jean-Claude Trichet et Jacques de Larosière dans l'affaire du Crédit lyonnais,,,. Un non-lieu est prononcé en 2003 et confirmé en appel,.

### Crédit foncier de France
En décembre 1994, il est nommé sous-gouverneur au Crédit foncier de France. Sa nomination est annulée par le Conseil d'Etat pour pantouflage abusif,.

### Direction générale des Impôts
En décembre 1997, il est nommé Directeur général des Impôts. Il participe au processus de transformation de l'administration fiscale (1997-1999) qui aboutit, après plusieurs années, à la constitution en 2008 d'une organisation unique, la Direction générale des Finances publiques, DGFiP,. En particulier, la conduite de projets de simplification de la fiscalité et de l'administration fiscale aboutit en 1999 à la suppression du droit de bail et de la taxe additionnelle au droit de bail, au regroupement du traitement fiscal des entreprises dans une cellule nationale unique et à l'institution d'une déclaration pré-remplie pour l'impôt sur le revenu des particuliers ainsi qu'à la conclusion d'un contrat d'objectifs et de moyens de la DGI avec une réduction des effectifs et des coûts sur trois ans. La réforme de l'administration fiscale en 1998 et 1999 est décrite dans l'ouvrage Le suicide de Bercy de Jean-Pierre Sereni et Claude Villeneuve et dans l'article de la revue Sociétal.

### Alcatel et Alcatel-Lucent
Il rejoint Alcatel en novembre 1999 où il est nommé directeur financier adjoint, puis directeur financier le 1er janvier 2002 juste après l’éclatement de la bulle internet qui entraîne d’importantes restructurations des principaux équipementiers mondiaux de télécommunications. Le plan de restructurations d'Alcatel comporte des réductions d'effectifs touchant 10 000 emplois. Il est destiné à réduire les coûts d'environ 12 % entre fin 2002 et 2003. Alcatel, cinquième équipementier mondial, est fragilisé par cette crise et victime de la contraction des investissements des opérateurs de télécommunications surendettés. Les nouvelles restructurations sont financées par des cessions d'actifs. Il met en œuvre la cession des activités considérées comme non stratégiques par Alcatel à la suite de son recentrage dans les télécommunications. 
Alcatel fusionne en 2006 par rachat en actions avec son concurrent américain Lucent Technologies. Il est nommé en 2006 directeur financier de l’ensemble du groupe fusionné Alcatel-Lucent. La fusion, conçue « entre égaux », ne se traduit pas par l’amélioration annoncée des performances,. En février 2007, 12 500 postes sont supprimés, dont 1 468 en France, puis 4 000 suppressions de postes supplémentaires d'ici 2009 sont annoncés. En novembre 2007, le directeur financier d'Alcatel-Lucent est remplacé pour la mise en place d'un plan d'urgence. Les deux précédentes équipes de direction de 2007 et 2008 sont poussées au départ dont Serge Tchuruk et Patricia Russo,.

### Natixis
En mars 2008, il rejoint Natixis, filiale des Banques Populaires et des Caisses d'Épargne, en tant que directeur général adjoint, à la demande de Dominique Ferrero, directeur général, bien que, selon Libération, Jean-Pascal Beaufret n'ait eu « aucune expérience dans la banque d’investissement », pour un salaire annuel fixe de 600 000 € et une rémunération variable du même montant, garantie pour un an, dans une période où la banque connaît des pertes importantes. Les deux hommes sont des proches qui ont fréquenté dans les années 80 les cabinets ministériels de la gauche.
À la suite de l'annonce de la fusion dans BPCE des deux organes centraux actionnaires de Natixis, il démissionne du directoire en novembre 2008 avec une indemnité 1,5 million d'euros alors qu'il n'a travaillé que neuf mois dans la banque d'investissement. Cette indemnité de départ est discutée par la presse à un moment où se déroule un débat en France sur les rémunérations des cadres dirigeants, notamment pour les entreprises qui licencient ou bénéficient d'aides publiques. À la suite d'un article critique sur son passage au sein de Natixis, publié dans le journal Libération le 10 avril 2009, Dominique Ferrero rédige un droit de réponse qui est publié dans le journal le 23 avril suivant : il y indique que la rémunération de Jean-Pascal Beaufret est comparable à celles de ses collègues du directoire, que son départ n'est pas une remise en cause de son travail, et que ses indemnités ont été réduites par rapport à ce qu'elles auraient dû être. Il rejette donc les conclusions de l'article, tandis que la rédaction du journal confirme ses propres propos.

### NBN
À la demande de Mike Quigley, ancien directeur général adjoint d’Alcatel-Lucent, il rejoint, en septembre 2009 à Sydney, NSW, l’opérateur télécoms de « gros », National Broadband Network -NBN Co-, constitué par le gouvernement australien à l’été 2009 pour construire et exploiter le réseau national de fibre optique à très haut débit sur l'ensemble du pays,. Il est nommé directeur financier de la société jusqu’à son retour en France en 2012.

## Conseiller municipal
Il est conseiller municipal de Saint-Sébastien-sur-Loire (canton de Nantes -10) de 1983 à 1991,.

## Distinctions
- Nommé inspecteur général des finances, le 1er novembre 1993[38]
- Chevalier dans l’ordre national de la Légion d’Honneur, le 1er janvier 1998[39]
- Chevalier dans l’ordre national du mérite, le 31 mars 1992[40], Officier le 30 avril 2002[40]
- Distingué par la revue Institutional Investors en 2004, parmi une sélection de cinq directeurs financiers européens[41]

## Publications
Depuis 2023, Jean-Pascal Beaufret s'investit dans le débat sur la déficit public/dette publique qu'il impute au déficit des retraites pour une grande part :
- "Retraites obligatoires et déficits publics ; pour la clarté", Revue Commentaire n°182, été 2023[42]
- "Protection sociale et déficits publics : un message trompeur", Revue Commentaire n°185, printemps 2024[43]
- "Les trois singes et les finances publiques, retour sur 1000 milliards de dette additionnelle (2016-2024)", Revue Commentaire n°187, automne 2024[44]